# Francesco Bianchi (atleta)
Francesco Bianchi (Melegnano, 15 gennaio 1940 – Milano, 20 settembre 1977) è stato un mezzofondista italiano.
Nel 1963 fu medaglia d'oro negli 800 metri piani ai Giochi del Mediterraneo di Napoli. L'anno successivo prese parte ai Giochi olimpici di Tokyo, ma sia negli 800 che nei 1500 metri piani non superò le fasi di qualificazione.
Fu dieci volte campione nazionale, sei delle quali negli 800 metri e le restanti quattro nei 1500 metri.

## Palmarès
| Anno | Manifestazione          | Sede   | Evento           | Risultato     | Prestazione | Note |
| ---- | ----------------------- | ------ | ---------------- | ------------- | ----------- | ---- |
| 1963 | Giochi del Mediterraneo | Napoli | 800 metri piani  | Oro           | 1'50"6      |      |
| 1964 | Giochi olimpici         | Tokyo  | 800 metri piani  | elim. qualif. | 1'50"2      |      |
| 1964 | Giochi olimpici         | Tokyo  | 1500 metri piani | elim. qualif. | 3'47"9      |      |

## Campionati nazionali
- 6 volte campione italiano assoluto degli 800 metri piani (dal 1961 al 1965 e 1967)
- 4 volte campione italiano assoluto degli 1500 metri piani (dal 1962 al 1965)

1961
- Oro ai campionati italiani assoluti, 800 metri piani - 1'50"7

1962
- Oro ai campionati italiani assoluti, 800 metri piani - 1'51"5
- Oro ai campionati italiani assoluti, 1500 metri piani - 3'54"1

1963
- Oro ai campionati italiani assoluti, 800 metri piani - 1'48"7
- Oro ai campionati italiani assoluti, 1500 metri piani - 3'51"7

1964
- Oro ai campionati italiani assoluti, 800 metri piani - 1'48"8
- Oro ai campionati italiani assoluti, 1500 metri piani - 3'48"1

1965
- Oro ai campionati italiani assoluti, 800 metri piani - 1'48"3
- Oro ai campionati italiani assoluti, 1500 metri piani - 3'45"5

1967
- Oro ai campionati italiani assoluti, 800 metri piani - 1'48"7